# 黒河内由実
黒河内 由実（くろこうち ゆみ、1995年6月22日 - ）は、長野県出身の女子競輪選手。日本競輪選手会新潟支部所属（登録地は長野県）、ホームバンクは松本市美鈴湖自転車競技場。日本競輪学校（当時。以下、競輪学校）第110期生。師匠は阿部康雄（68期）。

## 経歴
中学時代、高校時代は吹奏楽部に入っており、運動部とは無縁であった。高校3年の時、知人に誘われ弥彦競輪場の練習会に参加したことをきっかけにクラブスピリッツに加入、競輪選手を志したという。
2014年12月24日、競輪学校第110回技能試験に合格。在校競走成績は18位（2勝）。
2016年7月1日、豊橋競輪場でデビューし4着。初勝利は2017年10月27日の立川競輪場、初優勝は2019年11月22日の松戸競輪場で挙げた。